# 니키타 로빈체프
니키타 콘스탄티노비치 로빈체프(러시아어: Ники́та Константи́нович Ло́бинцев, 1988년 11월 21일~)는 러시아의 수영 선수이다. 올림픽에 3회 출전하여 2008년 하계 올림픽에서 200m 자유형 계영 은메달, 2012년 하계 올림픽 100m 자유형 계영 동메달을 획득했다. 세계 수영 선수권 대회에서는 계영 종목에서 은메달 4개, 동메달 1개를 획득했다.